# Helianthemum lagunae
Helianthemum lagunae är en solvändeväxtart som beskrevs av Gonzalo Mateo. Helianthemum lagunae ingår i släktet solvändor, och familjen solvändeväxter. Inga underarter finns listade i Catalogue of Life.